# 小行星8323
小行星8323（英語：8323 Krimigis）是一颗围绕太阳公转的小行星。1979年10月17日，愛德華·鮑威爾在可可尼诺县发现了此天体。
这颗小行星的绝对星等为307.7504724443528等。